# Tommy Suoraniemi
Tommy Roger Suoraniemi (* 28. Februar 1969 in Spånga-Tensta, Stockholms län) ist ein schwedischer Handballtrainer und ehemaliger Handballspieler.
Suoraniemi gehört mit einer Körpergröße von 1,64 m und 65 kg Körpergewicht zu den kleinsten Handballspielern aller Zeiten. Der Außenspieler lief zunächst für Tyresö IF und ab 1990 für HK Drott Halmstad auf, mit dem er 1991 und 1994 Schwedischer Meister wurde.
In der Schwedischen Nationalmannschaft debütierte Suoraniemi 1988. Bei den Olympischen Spielen 1992 unterlag er der Auswahl der GUS im Finale und gewann die Silbermedaille. Bei der Europameisterschaft 1994 gewann er das Endspiel gegen Russland und wurde Europameister. Bis 1995 bestritt er 60 Länderspiele, in denen er 87 Tore erzielte.
Tommy Suoraniemi war seit 2011 Assistenztrainer bei HK Drott und betreut ab 2013 die zweite Mannschaft. Ab März 2014 bis November 2015 trainierte er gemeinsam mit Lars-Magnus Jönsson die erste Mannschaft vom HK Drott. Im September 2016 übernahm er das Traineramt der finnischen Frauen-Nationalmannschaft.